# Greg Walden
Greg Walden (ur. 10 stycznia 1957) – amerykański polityk, członek Partii Republikańskiej. W latach 1999–2021 był przedstawicielem drugiego okręgu wyborczego w stanie Oregon w Izbie Reprezentantów Stanów Zjednoczonych.